# Teimuraz II av Kakheti
Teimuraz II av Kakheti, död 1762, var en georgisk monark. Han var kung i kungariket Kakheti genom arv 1732–1744, och kung i kungariket Kartli genom giftermål jure uxoris mellan 1744 och 1762.